# 新烏拉爾斯克
57°15′N 60°5′E / 57.250°N 60.083°E
新烏拉爾斯克（俄语：Новоура́льск）是俄羅斯斯維爾德洛夫斯克州西南部的一個城市。2002年人口95,414人。
1941年建城，時稱斯維爾德洛夫斯克-44。1954年3月17日設市並改現名，惟此後至1994年2月4日為保密行政區。當地以核子工業、汽車工業等為經濟支柱。